# Джилліан Белл
Джилліан Лі Белл (англ. Jillian Leigh Bell; нар. 25 квітня 1984 року, Лас-Вегас) — американська акторка, комікеса і сценаристка.

## Біографія
Джилліан Лі Белл народилася 25 квітня 1984 року в Лас-Вегасі. У 2002 році закінчила середню школу Бішоп Горман. Потім переїхала в Лос-Анджелес, де стала учасником скетч-трупи «The Groundlings».
Дебютувала на телебаченні в 2006 році. Здобула популярність завдяки ролі в серіалі «Трудоголіки», в якому знімається з 2011 року, а також ролями в фільмах «Мачо і ботан 2» і «Страшилки». 
З 2009 по 2010 рік була однією зі сценаристів шоу «Суботнього вечора в прямому ефірі»

## Фільмографія
| Рік         |   | Українська назва                  | Оригінальна назва                | Роль                                    |
| ----------- | - | --------------------------------- | -------------------------------- | --------------------------------------- |
| 2006        | ф | Арбалети і вуса                   | Crossbows & Mustaches            | Деніс                                   |
| 2006        | ф | Казки альтернативної всесвіту     | Tales from an Alternate Universe | дівчина                                 |
| 2007        | ф | Концентраційний табір             | Concentration Camp               | дівчина                                 |
| 2007 — 2008 | с | Охайні хіпі                       | Preppy Hippies                   | Джилліан                                |
| 2009        | ф | Чекають, щоб померти              | Waiting to Die                   | Крісті                                  |
| 2009        | с | Гірший тиждень мого життя         | Worst Week                       | Елеанор                                 |
| 2009        | с | Стримай свій ентузіазм            | Curb Your Enthusiasm             | Морін                                   |
| 2010        | с | Суботнього вечора в прямому ефірі | Saturday Night Live              | гравчиня команди Гельґи Карлінг         |
| 2011        | ф | Подружки нареченої                | Bridesmaids                      | дівчина в душі                          |
| 2011        | с | Франклін та Беш                   | Franklin & Bash                  | Дженніфер Патнем                        |
| 2011        | с | Друзі по сексу                    | Friends with Benefits            | Аманда                                  |
| 2011        | ф | Любов, Глорія                     | Love, Gloria                     | Шеріл                                   |
| 2011 — 2017 | с | Трудоголіки                       | Workaholics                      | Джилліан Белк                           |
| 2012        | с | Трудоголіки: Інша кабіна          | Workaholics: The Other Cubicle   | Джилліан Белк                           |
| 2012        | ф | Майстер                           | The Master                       | Сьюзан Грегорі                          |
| 2012        | с |                                   | RVC: The Lone Shopping Network   | Сара Помгренетс                         |
| 2012 — 2013 | с | Партнери                          | Partners                         | Рената                                  |
| 2013        | ф | Для мого майбутнього помічника    | To My Future Assistant           | дівчина                                 |
| 2013        | с | Братозавісімость                  | Bro-Dependent                    | Шейла                                   |
| 2013        | с | На дні                            | Eastbound & Down                 | Діксі                                   |
| 2013        | с | Середня школа США!                | High School USA!                 | Міріам                                  |
| 2014        | ф | Мачо і ботан 2                    | 22 Jump Street                   | Мерседес                                |
| 2014        | ф | Вроджена вада                     | Inherent Vice                    | Хлорінда                                |
| 2014        | с | Таємниці Ґравіті Фолз             | Gravity Falls                    | Мелоді, озвучка                         |
| 2014 — 2017 | с | Няня для ідіотки                  | Idiotsitter                      | Джин Рассел                             |
| 2015        | с | Кінокомпанія Лукас Бразерс        | Lucas Bros Moving Co             | Лора / Бейонсе                          |
| 2015        | ф | Страшилки                         | Goosebumps                       | Лоррейн Коньєрс                         |
| 2015        | ф | Ніч перед похміллям               | The Night Before                 | Бетсі                                   |
| 2015 — 2017 | с | Суперособняк                      | SuperMansion                     | Лекс Лайтнінг, озвучка                  |
| 2016        | ф | Новорічний корпоратив             | Office Christmas Party           | Тріна                                   |
| 2016        | ф | Angry Birds у кіно                | The Angry Birds Movie            | мама Боббі / інструкторка йоги, озвучка |
| 2017        | ф | Махач вчителів                    | Fist Fight                       | Голлі                                   |
| 2017        | ф | Розваги дорослих дівчат           | Rough Night                      | Еліс                                    |
| 2018        | ф | Прегарний принц                   | Charming                         | озвучка додаткових голосів              |
| 2020        | ф | Білл і Тед                        | Bill & Ted Face the Music        | докторка Тейлор Вуд                     |
| 2022        | с | Оповідання про ходячих мерців     | Tales of the Walking Dead        | Джина                                   |
| 2022        | ф | Я в повному порядку               | I'm Totally Fine                 | Ванесса                                 |